# Selenicereus validus
Selenicereus validus Arias & Guzmán es una especie de planta fanerógama de la familia Cactaceae. 

## Distribución
Es endémica de Michoacán de Ocampo en México. Es una especie  común en lugares localizados.

## Descripción
Es una planta  perenne carnosa expansiva con los tallos armados de espinas, de color verde y con las flores de color  blanco.